# Apostolische Armeense kerk Sint-Maria-Magdalena

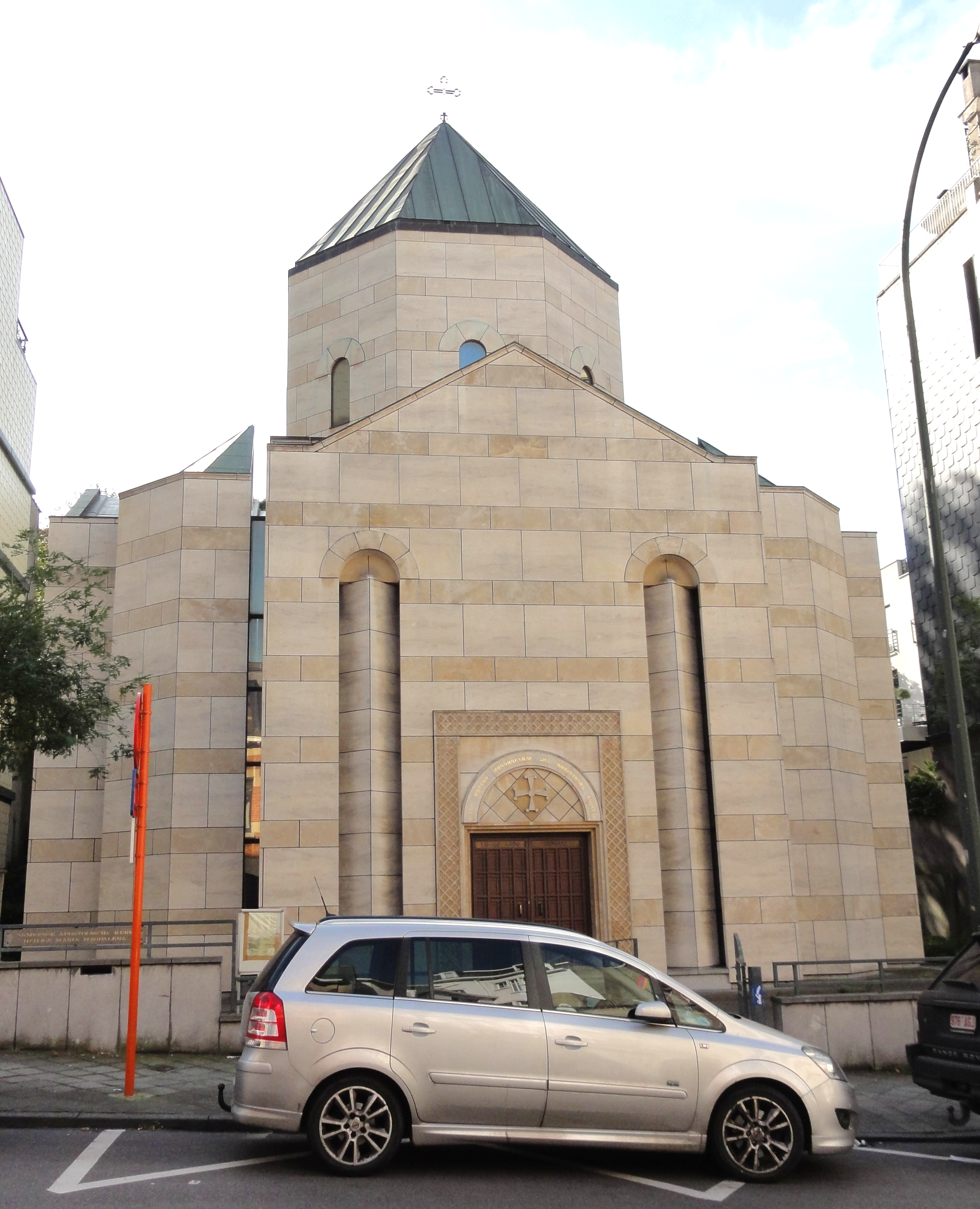
Exterieur Sint-Maria-Magdalenakerk

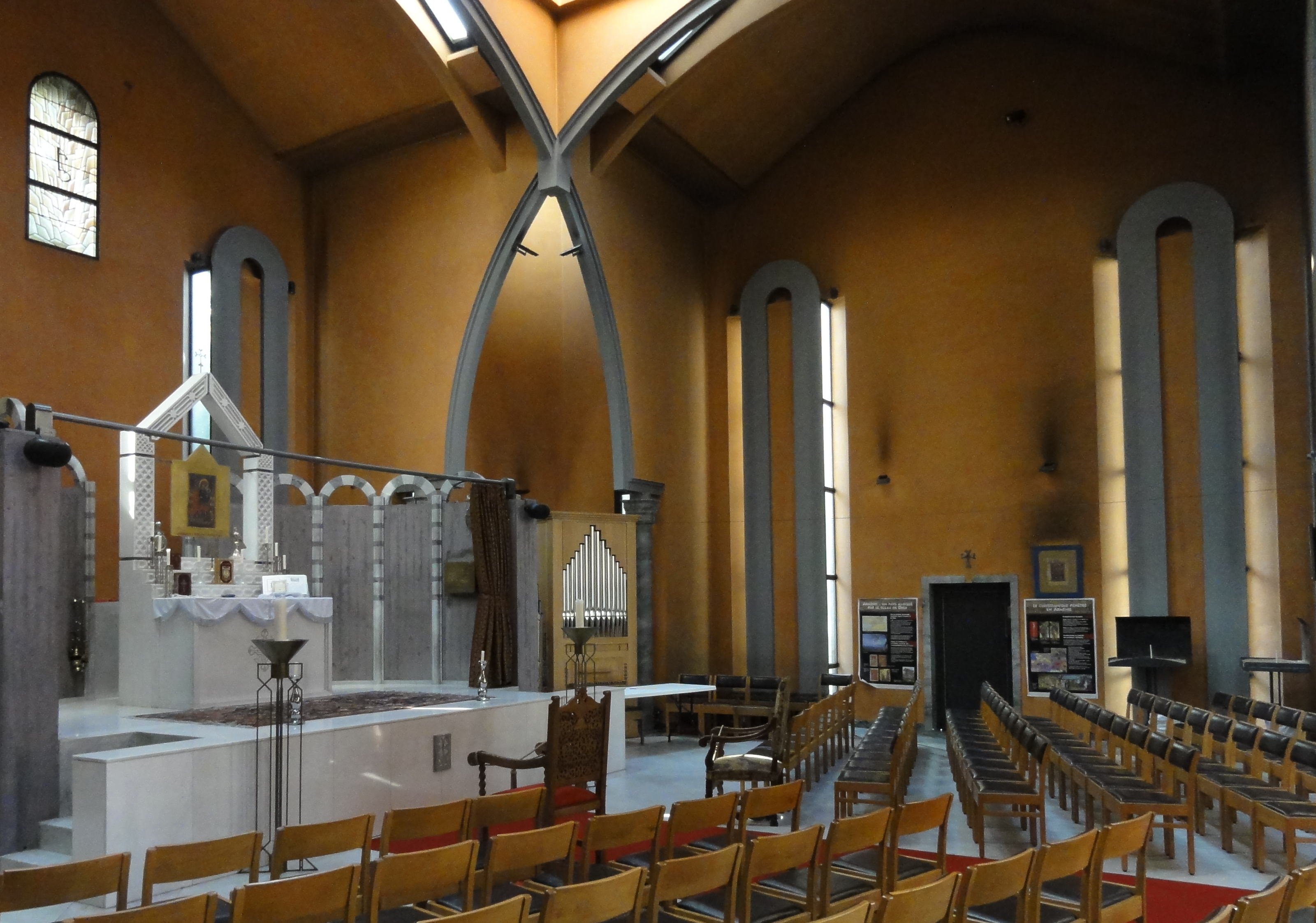
Interieur

De Apostolische Armeense kerk Sint-Maria-Magdalena (Frans: église apostolique arménienne Sainte-Marie-Madeleine) is een Armeens-apostolische kerkgebouw in de Belgische gemeente Elsene in het Brussels Hoofdstedelijk Gewest. De kerk staat aan de Kindermansstraat.
De kerk is gewijd aan Maria Magdalena.

## Geschiedenis
Voordat er een kerk stond aan de Kindermansstraat, werd de Orthodoxe Liturgie voor de Armeense gemeenschap van België soms gevierd in Brussel, soms in Antwerpen, door priesters van de Armeense Apostolische Kerk van Parijs. Ze werden gehouden in anglicaanse kerken die voor de gelegenheid werden gehuurd.
In de vroege jaren 1980 begon de vzw Fondation pour l'Église arménienne de Belgique geld in te zamelen voor de bouw van een kerk. De kerk werd ontworpen door de architect Haïk Mardikian en ingenieur Jacques Kupelian die geïnspireerd werden door de vorm van de Kerk van het Heilige Kruis.
In 1985 werd de bouwvergunningaanvraag aangevraagd. De bouw begon het jaar erna en werd voltooid in 1990.
Op 6 mei 1990 werd de kerk ingewijd door Vazgen I, Karekin I en Kude Nakachian, de Armeens aartsbisschop van Parijs.

## Gebouw
Het gebouw beslaat bijna totale terrein van het smalle perceel gelegen tussen twee appartementsgebouwen. De kerk heeft het plattegrond van een Grieks kruis en staat iets teruggetrokken van de straat, met een gladde gevel, gekleed in afwisselend wit en roze kalkstenen banden. Het geheel wordt gedekt door een conische koperen koepel rustend op een achthoekige grondplan.
Het interieur is sober en wordt gedomineerd door de gouden koepel. Rechts van het witmarmeren hoofdaltaar is een neoklassiek orgel geïnstalleerd (1994).
De binnenmuren zijn bedekt met een laag rauwe sienna.